# David Selby
David Selby (Morgantown, Virginia Occidental, 5 de febrero de 1941) es un actor estadounidense.

## Biografía
Tras diplomarse en Ciencias y en Teatro en la Universidad de West Virginia inicia su carrera artística. En 1968 consigue el papel de Quentin Collins en la serie de culto Dark Shadows. Interpreta el personaje durante tres temporadas, hasta 1971, repitiendo en la versión cinematográfica titulada Night of Dark Shadows (1971), de Dan Curtis.
A lo largo de la década de los setenta desarrolla una no demasiado destacada carrera en cine, teatro y televisión, interviniendo, en el primer caso, en títulos menores (con la excepción de Ricas y famosas, 1981, de George Cukor), en el segundo en la obra The Heiress (1976), y en el tercero como actor episódico en series como Police Woman (protagonizada por Angie Dickinson) o Kojak (serie que encumbró a Telly Savalas).
En la temporada 1981-1982 se incorpora al reparto del soap opera Flamingo Road. Sin embargo, el reconocimiento como estrella de la televisión le llega un año más tarde cuando consigue el papel del villano Richard Channing, hijo secreto de Angela (Jane Wyman) en una de las series de más impacto de la década: Falcon Crest. El personaje se incorporó como secundario, pero fue granjeándose las simpatías del público, y en la última temporada (1989-1990), Selby encabezaba el reparto de la serie (en parte también debido al sucesivo abandono del resto de estrellas de la telenovela:  Susan Sullivan, Robert Foxworth, Ana Alicia...).
Tras la cancelación de Falcon Crest, el actor ha continuado una carrera desigual, tanto en cine como en televisión, destacando entre los títulos en los que ha intervenido Dying Young (1991), con Julia Roberts, Intersection (1994), con Richard Gere y Sharon Stone, y la serie Soldier of Fortune, Inc. (1997-1999). Pudo vérsele en la premiada The social network (2010), en un pequeño papel.

## Filmografía

### Cine
| Año  | Título                                 | Personaje                         | Notas               |
| ---- | -------------------------------------- | --------------------------------- | ------------------- |
| 1971 | Night of Dark Shadows                  | Quentin Collins / Charles Collins | Película debut      |
| 1972 | Up the Sandbox                         | Paul Reynolds                     |                     |
| 1973 | U-Turn                                 | Scott Laithem                     |                     |
| 1974 | The Super Cops                         | Robert Hantz                      |                     |
| 1979 | Rich Kids                              | Steve Sloan                       |                     |
| 1980 | Raise the Titanic                      | Dr. Gene Seagram                  |                     |
| 1981 | Rich and Famous                        | Doug Blake                        |                     |
| 1991 | Dying Young                            | Richard Geddes                    |                     |
| 1993 | The Shot                               | Gordon Sunshine                   |                     |
| 1994 | Intersection                           | Richard Quarry                    |                     |
| 1995 | Headless Body in Topless Bar           | Bradford Lumpkin                  |                     |
| 1996 | White Squall                           | Francis Beaumont                  |                     |
| 1996 | D3: The Mighty Ducks                   | Dean Buckley                      |                     |
| 2004 | Shadow of Fear                         | Sr. Steve Palmer                  |                     |
| 2004 | Surviving Christmas                    | Horace Vangilder                  |                     |
| 2004 | The Affair                             | Vincent                           |                     |
| 2006 | End Game                               | Shakey Fuller                     |                     |
| 2007 | Spin                                   | Rob Polan                         |                     |
| 2010 | Inhale                                 | Henry White                       |                     |
| 2010 | The Social Network                     | Gage                              |                     |
| 2012 | Dark Shadows                           | Party Guest                       |                     |
| 2012 | Batman: The Dark Night Returns, Part 1 | Notario James Gordon              | Voz. Direct-a-vídeo |
| 2013 | Batman: The Dark Night Returns, Part 2 | Notario James Gordon              |                     |
| 2013 | Are You Here                           | Karl Stevens                      |                     |
| 2015 | Equals                                 | Leonard                           |                     |
| 2017 | Newness                                | Artie Hallock                     |                     |
| 2017 | Smartass                               | Herman                            |                     |
| 2019 | Back Fork                              | Bill                              |                     |
| 2019 | Loon Lake                              | Emery Janson / Pastor Owen Janson |                     |

### Televisión
| Año       | Título                                                      | Personaje                   | Notas                               |
| --------- | ----------------------------------------------------------- | --------------------------- | ----------------------------------- |
| 1968-1971 | Dark Shadows                                                | Quentin Collins             | 312 episodios                       |
| 1974      | The Waltons                                                 | Joshua Williams             | Episodio: "The Romance"             |
| 1975      | Police Woman                                                | Nate Fesler                 | Episodio: "No Place to Hide"        |
| 1975      | ABC's Wide World of Entertainment                           | Jack 243                    | Episodio: "The Norming of Jack 243" |
| 1976      | Kojak                                                       | Sgt. Jimmy O'Connor         | Episodio: "An Unfair Trade"         |
| 1977      | Washington: Behind Closed Doors                             | Roger Castle                | Miniserie                           |
| 1977      | Telethon                                                    | Roy Hansen                  | Película de televisión              |
| 1978      | Family                                                      | Michael Kagan               | Episodio: "More Than Friends"       |
| 1979      | The Night Rider                                             | Lord Thomas Earl            | Película de televisión              |
| 1979      | Love for Rent                                               | Phil                        | Película de televisión              |
| 1980      | Doctor Franken                                              | Dr. Mike Foster             | Película de televisión              |
| 1981-1982 | Flamingo Road                                               | Michael Tyrone              | 18 episodios                        |
| 1982-1990 | Falcon Crest                                                | Richard Channing            | 209 episodios                       |
| 1988      | King of the Olympics: The Lives and Loves of Avery Brundage | Avery Brundage              | Película de televisión              |
| 1992      | Grave Secrets: The Legacy of Hilltop Drive                  | Shag Williams               | Película de televisión              |
| 1992      | Lady Boss                                                   | Martin Swanson              | Miniserie                           |
| 1997      | Soldier of Fortune                                          | Xavier Trout                | Película de televisión              |
| 1997-1999 | Soldier of Fortune, Inc.                                    |                             | 9 episodios                         |
| 1997      | Alone                                                       | Paul                        | Película de televisión              |
| 1997      | Promised Land                                               | Rowdy Sullivan              | Episodio: "Cowboy Blues"            |
| 1998      | Touched by an Angel                                         | Abraham Lincoln             | Episodio: "Beautiful Dreamer"       |
| 2001      | Ally McBeal                                                 | Sr. Rohr                    | Episodio: "I Want Love"             |
| 2002      | The Griffin and the Minor Canon                             | The Griffin                 | Voz. Película de televisión         |
| 2002      | Thieves                                                     | Donovan                     | Episodio: "The Green and the Black" |
| 2005      | Larva                                                       | Fletcher Odermatt           | Película de televisión              |
| 2006      | The Black Hole                                              | Ryker                       | Película de televisión              |
| 2007      | Tell Me You Love Me                                         | Arthur Foster               | 9 episodios                         |
| 2007      | Cold Case                                                   | Dom Barron '07              | Episodio: "Boy Crazy"               |
| 2008      | Raising the Bar                                             | Richard Patrick Woolsey III | Episodio: "Richie Richer"           |
| 2009      | Mad Men                                                     | Horace Cook, Sr.            | Episodio: "The Arrangements"        |
| 2011      | Deck the Halls                                              | Luke Reilly                 | Película de televisión              |
| 2013      | Rizzoli & Isles                                             | Senador Malcolm Humphrey    | Episodio: "We Are Family"           |
| 2016      | Dr. Del                                                     | Grover                      | Película de televisión              |
| 2017-2018 | Legion                                                      | Brubaker                    | 4 episodios                         |
| 2018      | Castle Rock                                                 | Josef Desjardins            | Episodio: "The Box"                 |
| 2020      | Chicago Fire                                                | Tim Larson                  | Episodio: "A Chicago Welcome"       |
| 2020      | NCIS: New Orleans                                           | Red                         | Episodio: "Relentless"              |

### Premios y nominaciones
| Año  | Otorga                  | Premio                                                                                 | Título            | Personaje        | Resultado |
| ---- | ----------------------- | -------------------------------------------------------------------------------------- | ----------------- | ---------------- | --------- |
| 1980 | Golden Raspberry Award  | Peor Actor de soporte                                                                  | Raise the Titanic | Dr. Gene Seagram | Nominado  |
| 1986 | Soap Opera Digest Award | Actriz / Actor sobresaliente en un Papel de relevo cómico en una Serie de Hora Estelar | Falcon Crest      | Richard Channing | Nominado  |
| 1986 | Soap Opera Digest Award | Villano sobresaliente en una Serie de Hora Estelar                                     | Falcon Crest      | Richard Channing | Nominado  |
| 1986 | Soap Opera Digest Award | Actor sobresaliente en un Papel principal en una Serie de Hora Estelar                 | Falcon Crest      | Richard Channing | Nominado  |
| 1988 | Soap Opera Digest Award | Actor sobresaliente en un Papel principal: Hora Estelar                                | Falcon Crest      | Richard Channing | Nominado  |
| 1989 | Soap Opera Digest Award | Actor sobresaliente en un Papel principal: Hora estelar                                | Falcon Crest      | Richard Channing |           |
| 1990 | Soap Opera Digest Award | Villano sobresaliente: Hora estelar                                                    | Falcon Crest      | Richard Channing | Nominado  |

- Datos: Q1176588